# Liste der Monuments historiques in Rupt-sur-Moselle
Die Liste der Monuments historiques in Rupt-sur-Moselle führt die Monuments historiques in der französischen Gemeinde Rupt-sur-Moselle auf.

## Liste der Objekte
| Bezeichnung                      | Beschreibung                           | Standort                        | Kennzeichnung | Schutzstatus | Datum | Bild |
| -------------------------------- | -------------------------------------- | ------------------------------- | ------------- | ------------ | ----- | ---- |
| Skulptur Notre-Dame de Rupt      | Stein, farbig gefasst, 14. Jahrhundert | in der Kirche St-Étienne (Lage) | PM88000836    | Classé       | 1957  |      |
| Skulptur einer heiligen Äbtissin | Stein, 17. Jahrhundert                 | in der Kirche St-Étienne (Lage) | PM88000837    | Classé       | 1961  |      |